# Vanzago-Pogliano
Vanzago-Pogliano (włoski: Stazione di Vanzago-Pogliano) – stacja kolejowa w Vanzago, w regionie Lombardia, we Włoszech. Znajdują się tu 2 perony. Stacja ma dość duże znaczenie dla użytkowników z miasta Pogliano Milanese i dlatego nazwa stacji jest podwójna.
Odpowiedzialność za stację ponosi RFI.
Stacja obsługiwana jest przez pociągi linii S5 (Varese-Treviglio) z kolei podmiejskich w Mediolanie.